# Іриней (Афанасіадіс)
Архієпископ Іриней (грец. Αρχιεπίσκοπος Ειρηναίος, в миру: Ніколаос Афанасіадіс грец. Νικόλαος Αθανασιάδης; 9 серпня 1933, Ретимно, Крит, Греція) — єпископ Константинопольської православної церкви, архієпископ Критський, предстоятель Критської православної церкви.

## Життєпис
Народився 9 серпня 1933 року селі Міксорума в димі (громаді) Айос Василіос, ному Ретимно, Крит. Освіту здобув у Чоловічій середній школі та Церковній гімназії в місті Ретимно в 1952 році. Цього ж року вступив у Халкінську семінарію. 22 листопада 1956 року був пострижений у чернецтво з нареченням імені на честь священномученика Іринея Ліонського. 1957 року закінчив Халкінську семінарію. 
Після закінчення семінаї церковне служіння почав у парафії святих Петра і Павла в Брістолі. У Великій Британії закінчив Місіонерський коледж святого Боніфація у Вормінстері. 
1960 року повернувся на Крит, де очолював Церковний інститут та був протосингелом Кісамської митрополії.
У лютому 1975 року був обраний митрополитом Кідонійським та Апокоронським.
23 лютого 1975 року хіротонізований на єпископа з возведенням у сан митрополита Кідонійського та Апокоронського. Хіротонію здійснили: архієпископ Критський Євген (Псалідакіс), митрополити Кісамський Кирило (Кіпріотакіс), Ламбійський Феодор (Цедакіс), Ставропольський Максим (Репанелліс), Іринопольський Симеон (Амарілліос) та колонійський Гавриїл (Преметідіс).
Починаючи з 2005 року, коли була відновлена Синодальна інституція помісного Синоду Вселенського Патріархату, його неодноразово покликали його синодиком. Він був суперінтендантом священних митрополій Лампі, Сиврітос і Сфакія, Кісамос і Селінос, Петра і Еоніссос.

## Архієпископ Криту
30 серпня 2006 року на Фанарі був одноголосно обраний Синодом Вселенського патріархату архієпископом Критським. 24 вересня того ж року відбулася його інтронізація.
2 грудня 2021 року Синод Вселенського патріархату затвердив відставку Іринея на спокій за станом здоров'я і позбавив його обов'язків керувати Критською Церквою.